# لیودمیلا سارگسیان
لیودمیلا سارگسیان (ارمنی: Լյուդմիլա Նարիմի Սարգսյան؛ انگلیسی: Lyudmila Sargsyan؛ زادهٔ ۳۰ مارس ۱۹۵۹) یک سیاستمدار اهل ارمنستان است که از تاریخ ۲۰۱۲ تا تاریخ ۲۰۱۷ سمت نمایندگی دوره پنجم مجلس ملی جمهوری ارمنستان را برعهده داشت.

## زندگی‌نامه
در ۳۰ مارس ۱۹۵۹ در تفلیس به دنیا آمد .